# Курилово (посёлок, Москва)
Курилово — посёлок в Троицком административном округе Москвы (до 1 июля 2012 года был в составе Подольского района Московской области). Входит в состав Поселения Щаповское.

## Население
| 2002 | 2006  | 2010  |
| ---- | ----- | ----- |
| 2371 | ↘1738 | ↘1647 |

Согласно Всероссийской переписи, в 2002 году в посёлке проживал 2371 человек (1198 мужчин и 1173 женщины). По данным на 2005 год в посёлке проживало 1738 человек.

## Расположение
Посёлок Курилово расположен у пересечения Московского малого кольца с Варшавским шоссе примерно в 50 км к юго-западу от центра Москвы. Ближайшие населённые пункты — деревни Сатино-Русское и Сатино-Татарское.
В посёлке находится средняя общеобразовательная школа № 2075 г. Москвы.

## Улицы
В посёлке Курилово есть следующие улицы:
- Лесная улица;
- Рабочая улица;
- Улица Суворова;
- Урожайная улица;
- Центральная улица;
- Школьная улица;
- Циолковская улица;
- Королёва улица.